# محمدقلی آصف تاج‌بخش
دکتر محمدقلی آصف‌الحکماء (۱۲۶۴–۱۳۴۷) که نام خانوادگی آصف تاج‌بخش برگزید، پزشک و نماینده مجلس شورای ملی بود.
پدرش حاج علی‌قلی نام داشت. در اروپا در رشته پزشکی تحصیل کرد و پس از بازگشت به ایران، چندی در شاهرود و سپس در تهران به طبابت پرداخت و به ریاست چند بیمارستان دولتی رسید. در سال ۱۳۱۶ به نمایندگی شاهرود در مجلس شورای ملی انتخاب شد (دوره یازدهم) و مجموعاً سه دوره نماینده مجلس بود (تا دوره سیزدهم).
آصف‌الحکماء املاک زیادی هم برای خود تدارک دید. پدر زنش حاج محتشم‌السلطنه اسفندیاری در سراسر سه دوره نمایندگی او رئیس مجلس بود. رضاشاه هم او را حاج عمو خطاب می‌کرد.